# Лунаматрона
Лунаматро̀на (на италиански и на сардински: Lunamatrona) е село и община в Южна Италия, провинция Южна Сардиния, автономен регион и остров Сардиния. Разположено е на 168 m надморска височина. Населението на общината е 1768 души (към 2010 г.).